# Toshio Fukada
Pour les articles homonymes, voir Fukada.
Toshio Fukada (深田 敏夫, Fukada Toshio, né en 1928 et mort en 2009) est un photographe japonais.